# Droga wojewódzka 171
Die Droga wojewódzka 171 (DW 171) ist eine Woiwodschaftsstraße in der polnischen Woiwodschaft Pommern. Im mittleren Bereich der Woiwodschaft führt die DW 171 in Nord-Süd-Richtung und verbindet die hinterpommerschen Städte Bobolice (Bublitz), Barwice (Bärwalde) und Czaplinek (Tempelburg) miteinander. Bei einer Gesamtlänge von 54 Kilometern durchläuft sie die Kreise Koszalin (Köslin), Sczcecinek (Neustettin) und  Drawsko Pomorskie (Dramburg).
Verkehrstechnisch stellt die DW 171 eine Verbindung dar zwischen der Droga krajowa 11 (DK 11) (Kołobrzeg (Kolberg) – Bobolice – Bytom (Beuthen/Oberschlesien)) und der Droga krajowa 25 (DK 25) (Bobolice – Bydgoszcz (Bromberg) – Oleśnica (Oels/Schlesien)) zur Droga krajowa 20 (DK 20) (Stargard (Stargard in Pommern) – Czaplinek – Gdynia (Gdingen)).
Die DW 171 benutzt die Trasse der ehemaligen deutschen Reichsstraße 159, die – wie heute die DW 205 – von Schlawe (Sławno) kommend in Bublitz (Bobolice) die Reichsstraße 160 (Kolberg (Kołobrzeg) – Bublitz – Schneidemühl (Piła) – Kolmar in Posen (Chodzież)) kreuzte und in Tempelburg auf die Reichsstraße 124 (Kolberg – Belgard (Białogard) – Tempelburg – Deutsch Krone (Wałcz)) stieß.

## Straßenverlauf
Woiwodschaft Westpommern:
Powiat Koszaliński (Kreis Köslin):

Das Stadtwappen von Bobolice (Bublitz)

- Bobolice (Bublitz) (DK 11: Kołobrzeg – Koszalin (Köslin) – Piła (Schneidemühl) – Poznań (Posen) – Bytom (Beuthen/Oberschlesien) und DK 25: Bobolice – Bydgoszcz (Bromberg) – Konin – Oleśnica (Oels/Schlesien))

X ehemalige Staatsbahnstrecke 410 Gramenz (Grzmiąca) – Bublitz (Bobolice) – Zollbrück (Korzybie) X
(ehemals Landkreis Neustettin)
- Stare Łozice (Althütten)
- Czechy (Zechendorf)

Powiat Szczecinecki (Kreis Neustettin):
- Przystawy (Ernsthöhe)
- Grzmiąca (Gramenz)

X Staatsbahnlinien Nr. 404: Kołobrzeg – Białogard – Szczecinek und Nr. 410: Grzmiąca – Złocieniec (Falkenburg) – Kalisz Pomorski (Kallies) – Choszczno (Arnswalde) – Kostrzyn nad Odrą (Küstrin) X
- Wielawino (Flackenheide)

X Staatsbahnlinie Nr. 410 (wie oben) X
~ Parsęta (Persante) ~
- Stary Chwalim (Alt Valm)
- Barwice (Bärwalde) (DW 172: Połczyn-Zdrój (Bad Polzin) – Szczecinek (Neustettin))
- Polne (Pöhlen)

Powiat Drawski (Kreis Dramburg):
o Drawski Park Krajobrazowy (Dramburger Landschaftsschutzpark) o

Das Stadtwappen von Czaplinek (Tempelburg)

~ Verbindungskanal Jezioro Żerdno (Sareben See) / Jezioro Komo (Großer Kämmerer See) ~
- Sikory (Zicker)
- Czaplinek (Tempelburg) (DK 20: Stargard (Stargard in Pommern) – Drawsko Pomorskie (Dramburg) – Czaplinek – Szczecinek (Neustettin) – Miastko (Rummelsburg) – Kościerzyna (Berent) – Gdynia (Gdingen), DW 163: Kołobrzeg (Kolberg) – Białogard (Belgard) – Czaplinek – Wałcz (Deutsch Krone) und DW 177: Czaplinek – Mirosławiec (Märkisch Friedland) – Tuczno (Tütz) – Człopa (Schloppe) – Wieleń (Filehne))